# 在イラク日本国大使館
在イラク日本国大使館（ざいイラクにほんこくたいしかん、アラビア語: سفارة اليابان في العراق、英語: Embassy of Japan in Iraq）は、イラクの首都バグダード（バグダッド）に設置されている日本の大使館である。

## 沿革
- 1939年11月、イラク王国の首都バグダードに在イラク日本帝国公使館が開設される[1]
- 1943年1月17日、イラク王国が日本を含む枢軸国に対して宣戦布告[2]、この時までにバグダードの帝国公使館が閉鎖されている
- 1945年8月15日[3]、第二次世界大戦の敗戦により大日本帝国が崩壊[4]
- 1952年4月28日、サンフランシスコ平和条約の発効により日本国が独立、イラク王国も同条約締結国のうちの一国[5]
- 1955年8月18日、日本とイラクの外交関係が再開される[1]
- 1958年7月14日、イラク王国でクーデターが発生して国王ファイサル2世と皇太子アブドゥル＝イラーフを筆頭とする王族が殺害され、ハーシム家による王制が崩壊したが、新しく誕生したイラク共和国は日本との国交を継承[6]
- 1960年1月、在イラク日本国大使館が開設される[1]
- 1990年8月、バアス党政権のイラクがクウェートに侵攻して同国を占領[7]
- 1991年1月、日本がイラクによるクウェート侵攻・併合に抗議[1]
- 1991年9月、日本が在イラク大使を引き上げて、在イラク日本国大使館が閉鎖される[1]
- 2003年3月20日、アメリカ軍を中心とした有志連合がイラクに侵攻する[8]
- 2003年4月9日、アメリカ軍がバグダードを陥落させて、バアス党政権の崩壊が白日の下に晒される[8]
- 2004年6月28日、イラク暫定政権が発足したことを受けて、日本が同政府をイラクを統治する正統な政権として承認[1]
- 2004年、在イラク日本国大使館が再開される
- 2019年12月31日、親イラン派デモ隊がバグダードにある在イラクアメリカ合衆国大使館を襲撃、これを受けて同日、アメリカ政府は中東への米兵750人の増派を発表[9]
- 2020年1月3日、ドナルド・トランプ米大統領の命令により、バグダードの国際空港に滞在していたイラン革命防衛隊の精鋭部隊ゴドス軍のガーセム・ソレイマーニー司令官が殺害される[10]
- 2020年1月4日、在イラク日本国大使館が同大使館における査証発給業務を原則として停止することを宣言、ただし、在エルビル領事事務所における査証発給業務は差し当たって継続[11]
- 2020年1月8日、ソレイマーニー司令官殺害の報復としてイランがアメリカ軍の駐留するイラク軍基地に向けて弾道ミサイルを発射し、国営イラン放送がミサイル発射の様子を撮影した動画を公開[12]
- 2020年1月8日、在イラク邦人のバグダード退避が完了したことなどを受けて在イラク日本国大使館が閉鎖を宣言、ただし、在エルビル領事事務所を拠点とする邦人保護業務などは継続[13]
- 2020年2月6日、閉鎖されていた大使館が4週間ぶりに再開[14]
- 2020年2月17日、停止されていた査証発給業務が約5週間半ぶりに再開[15]

## 住所
| 日本語     | バグダード市インターナショナル・ゾーン |
| アラビア語 | بغداد، المنطقة الدولية                 |
| 英語       | International Zone, Baghdad            |